# 那仁
那仁（naaryn, naryn，維吾爾語：нерин‎, naryn），是一种中亚饮食，用马肉和不同种类的面条制成。
在吉尔吉斯饮食中，那仁是由切碎的羊肉或马肉和洋葱酱制成，加入面条的那仁现在被称为别什巴尔马克。
在乌兹别克饮食中，那仁是新鲜的手擀面条和马肉制成的面食，加入冷的面条，被称为“库鲁克那仁”意思是“干那仁”，加入热的面条汤被称为“卡胡尔那仁”意思是“湿那仁”。手工制成的面条很薄，切成2-4毫米宽、50-70毫米长的条状。面条可以是在普通沸水中煮的，但更常见的做法是在马肉汤中煮的。